# Neteciînți, Vinkivți
Neteciînți (în ucraineană Нетечинці) este localitatea de reședință a comunei Neteciînți din raionul Vinkivți, regiunea Hmelnîțkîi, Ucraina.

## Demografie
Componența lingvistică a localității Neteciînți
     Ucraineană (99,31%)
     Alte limbi (0,69%)
Conform recensământului din 2001, majoritatea populației localității Neteciînți era vorbitoare de ucraineană (99,31%), existând în minoritate și vorbitori de alte limbi.